# Les Amants du nouveau monde
Pour les articles homonymes, voir Nouveau Monde (homonymie).
Pour plus de détails, voir Fiche technique et Distribution.
Les Amants du nouveau monde ou La lettre écarlate au Québec (The Scarlet Letter) est un film américain réalisé par Roland Joffé, sorti en 1995. Il s'agit d'une adaptation du roman La Lettre écarlate (The Scarlet Letter) de Nathaniel Hawthorne publié en 1850.

## Synopsis
Dans les années 1640, Hester Prynne (Demi Moore) vit dans une communauté puritaine à Boston dans le Massachusetts. Elle se voit condamnée par la société à porter sur sa poitrine la lettre A, pour adultère. En effet, elle est accusée d'avoir péché avec un homme du village, dont elle refuse de dévoiler le nom, et d'avoir eu un enfant avec lui. Au même moment, son mari légitime revient après de longues années d'absence dans la communauté de Boston et découvre que sa femme est accusée de la plus infâme des trahisons. Lui, c'est Roger Chillingworth (Robert Duvall), il est médecin et a vécu avec les Indiens, ce qui a révélé sa nature sauvage et cruelle. Hester Prynne part vivre en périphérie de la ville avec sa fille Pearl et n'a plus de relation avec son ancien mari. Pourtant, celui-ci veut venger son honneur et se jure de retrouver le coupable car il refuse que sa femme endure seule la punition infligée par la société intolérante dans laquelle ils vivent. Roger Chillingworth se doute qu'il s'agit, en réalité, du pasteur de la communauté, Arthur Dimmesdale (Gary Oldman). En effet, celui-ci semble rongé par la culpabilité, vit replié sur lui-même et se flagelle en guise de punition. Roger Chillingworth se jure alors de le pousser à bout pour le faire avouer ou même pour que celui-ci en vienne à se suicider. Hester Prynne essaie de mettre le pasteur en garde contre son mari mais celui-ci, indifférent à son sort, ne réagit pas et se laisse consumer par la culpabilité. Il finira par avouer sa faute en plein jour, sur le pilori, Hester Prynne et Pearl à ses côtés, ne pouvant plus vivre avec ce fardeau qui le rongeait un peu plus chaque jour.

## Fiche technique
Sauf indication contraire, les informations mentionnées dans cette section peuvent être confirmées par les bases de données cinématographiques IMDb et Allociné,  présentes dans la section « Liens externes ».
- Titre original : The Scarlet Letter
- Titre français : Les Amants du nouveau monde (cinéma uniquement)
- Titre québécois : La lettre écarlate[1] (ce titre fut utilisé en France pour les sorties vidéos)
- Réalisation : Roland Joffé
- Scénario : Douglas Day Stewart, d'après le roman La Lettre écarlate de Nathaniel Hawthorne
- Musique : John Barry
- Direction artistique : Tony Woollard
- Décors : Roy Walker
- Costumes : Gabriella Pescucci
- Photographie : Alex Thomson
- Son : Mark Berger, Thomas Hidderley, Dave McMoyler
- Montage : Thom Noble
- Production : Roland Joffé et Andrew G. Vajna
  - Production déléguée : Mohamed Al-Fayed (non crédité), Dodi Fayed et Tova Laiter
  - Production associée : Jonathan Cornick
  - Coproduction : Robert F. Colesberry
- Sociétés de production :
  - États-Unis : Cinergi Pictures Entertainment, Hollywood Pictures, Lightmotive (en) et Moving Pictures
  - Royaume-Uni : Allied Stars Ltd. (en)
- Sociétés de distribution : Buena Vista Pictures Distribution (États-Unis) ; Entertainment Film Distributors (Royaume-Uni) ; UGC Fox Distribution (France)
- Budget : 46 millions USD[2] / 50 millions USD[3]
- Pays de production :  États-Unis[4],[N 1]
- Langue originale : anglais
- Format : couleur (Technicolor) — 35 mm — 2,39:1 — son Dolby Digital
- Genre : drame, romance
- Durée : 135 minutes
- Dates de sortie[5] :
  - États-Unis, Québec : 13 octobre 1995[1]
  - Royaume-Uni : 17 novembre 1995
  - France : 1er mai 1996[6]
- Classification[7] :
  - États-Unis : les enfants de moins de 17 ans doivent être accompagnés d'un adulte (R – Restricted)[N 2]
  - Royaume-Uni : interdit aux moins de 15 ans (15 - Suitable only for 15 years and over)
  - France : tous publics[8]
  - Canada : les enfants de moins de 14 ans doivent être accompagnées d'un adulte (14A - 14 Accompaniment)

## Distribution
- Demi Moore (VF : Anne Jolivet ; VQ : Élise Bertrand)  : Hester Prynne
- Gary Oldman (VF : Michel Papineschi ; VQ : Mario Desmarais) : le révérend Arthur Dimmesdale
- Robert Duvall (VF : Claude Brosset ; VQ : Jean Fontaine) : Roger Chillingworth
- Lisa Joliffe-Andoh : Mituba
- Edward Hardwicke : le gouverneur John Bellingham
- Robert Prosky : Horace Stonehall
- Roy Dotrice : le révérend Thomas Cheever
- Joan Plowright (VQ : Élizabeth Chouvalidzé) : Harriet Hibbons
- Malcolm Storry : Maj. Dunsmuir
- James Bearden : Goodman Mortimer
- Larissa Laskin : Goody Mortimer
- Amy Wright : Goody Gotwick
- George Aguilar : Johnny Sassamon
- Tim Woodward : Brewster Stonehall
- Joan Gregson : Elizabeth Cheever
- Dana Ivey : Meredith Stonehall
- Diane Salinger : Margaret Bellingham
- Francie Swift : Sally Short
- Eric Schweig : Metacomet
- Jodhi May (VQ : Aline Pinsonneault) : Pearl (voix)

## Production

### Tournage
Le tournage a lieu du 7 août 1994 au 21 novembre 1994 au Canada : en Colombie-Britannique (Île de Vancouver, Campbell River, parc provincial Strathcona, Oyster River) et en Nouvelle-Écosse (Shelburne, Yarmouth).

## Accueil

### Accueil critique
Le film reçoit un prix et sept nominations pour des prix parodiques. En 1995, Demi Moore est nommé pire actrice aux Stinkers Bad Movie Awards. En 1996, lors de la 16e cérémonie des Razzie Awards le film reçoit le prix de la pire adaptation, remake ou suite produit par Roland Joffé et Andrew G. Vajna, Les Amants du nouveau monde est également nommé pire film. Demi Moore est nommé pire actrice, Robert Duvall pire second rôle masculin, le pire couple à l'écran a été attribué à Demi Moore, Robert Duvall et Gary Oldman, Roland Joffé est nommé pire réalisateur, quant à Douglas Day Stewart il est nommé pour le pire scénario.

## Nominations
- MTV Movie & TV Awards 1996 : la femme la plus désirable pour Demi Moore
- Political Film Society 1996 :
  - Droits Humains[11],[N 3]
  - Paix[12],[N 4]

## Éditions en vidéo
En France, le film Les Amants du nouveau monde est sorti en DVD le 2 juillet 1999. Par la suite, le film est ressorti en DVD le 23 août 2007 et en VOD le 26 janvier 2022.